# Хувен (Охајо)
Хувен (енгл. Hooven) насељено је место без административног статуса у америчкој савезној држави Охајо.

## Демографија
По попису из 2010. године број становника је 534.
| Група             | 2000.    | 2010.       |
| Белци             | 0 (0,0%) | 489 (91,6%) |
| Афроамериканци    | 0 (0,0%) | 6 (1,1%)    |
| Азијати           | 0 (0,0%) | 0 (0,0%)    |
| Хиспаноамериканци | 0 (0,0%) | 28 (5,2%)   |
| Укупно            | 0        | 534         |